# Büttelei Imbsheim
Die Büttelei Imbsheim  war im Mittelalter und in der frühen Neuzeit ein historischer Verwaltungsbezirk im unteren Elsass.

## Umfang
Zur Büttelei Imbsheim gehörten die Dörfer Griesbach, Imbsheim, Riedheim, Wickersheim und Zöbersdorf. Sie stellte damit eine Untergliederung des Amtes Buchsweiler der Herrschaft Lichtenberg und in deren Nachfolge der Grafschaft Hanau-Lichtenberg sowie der Landgrafschaft Hessen-Darmstadt da. Heute gehört ein erheblicher Teil des Gebietes ihrer ehemaligen Zuständigkeit zum Stadtgebiet von Bouxwiller (Buchsweiler).